# ايفانا (مغنية)
فانيا تودوروفا كلودوفا (بالبلغارية: Ваня Тодорова Калудова)‏، والمعروف باسم ايفانا (Ивана)، هي مغنية بلغارية ذات شعبية كبيرة. وهي واحدة من أكثر الفنانين إنتاجا في أسلوب موسيقى البوب في بلغاريا.